# Javiera Balmaceda
Balmaceda  Pascal est un nom espagnol. Le premier nom de famille, en général paternel, est Balmaceda ; le second, en général maternel, souvent omis, est Pascal.
Javiera Balmaceda Pascal (née en 1972 au Chili) est une productrice et économiste chileno-américaine, qui a travaillé entre autres pour HBO Latinomérica et Amazon Studios et sur le film Argentine, 1985.

## Biographie

### Vie personnelle et études
Javiera Balmaceda naît au Chili en 1972,. Ses parents sont le docteur José Pedro Balmaceda et la psychologue enfantine Verónica Pascal, cousine du leader du MIR Andrés Pascal, qui doit se cacher dans leur maison au début de la dictature militaire,. En 1975, alors qu'elle a 3 ans, la famille de Javiera Balmaceda s'exile du Chili au Danemark puis au Texas à cause de la dictature militaire,. Quelques années plus tard la famille déménage en Californie.
Javiera Balmaceda est la sœur aînée des acteurs Pedro Pascal et Lux Pascal,. Elle est mariée avec le producteur argentin Fernando Gastón et a deux fils,.
Elle étudie à l'Université de Wesleyan, et obtient un degré d'études supérieures en arts et économie.

### Parcours professionnel
Avant d'entrer dans le monde du divertissement, elle travaille pour l'entreprise JP Morgan. Elle travaille ensuite pour la chaîne d'animation japonaise Locomotion,, pour Claro Video, Comedy Central, Cartoon Network, et Boomerang,. Entre 2014 et 2017, elle est directrice de programmation de HBO Amérique latine. En 2017, elle rejoint Amazon Studios, dans le département d'acquisitions de contenu pour l'Amérique Latine, puis devient la responsable de productions locales originales pour l'Amérique latine, le Canada et l'Australie. Par ailleurs, elle supervise le développement du contenu et la production de films et télévision originales pour Prime Video. À se.s débuts chez Amazon, elle lance le programme LOL Mexique.
Elle participe au développement de la série biographique Maradona: Sueño Bendito, de El Presidente et de La Meute.
Elle pousse la création du film Argentine, 1985, qui gagne un Golden Globe et devient le premier film développé par Amazon Studios nommé à l'Oscar du meilleur film international,.
Elle travaille sur la première trilogie cinématographique chilienne de Amazon, Sayen.

## Filmographie
- 2020: La Jauria[7]
- 2020: El Presidente[7]
- 2021: Maradona: sueño bendito[7]
- 2022: Noticia de un Secuestro[8]
- 2022: Argentine, 1985[7]
- 2023: Sayen[6]
- Pan y Circo
- El Juego de las Llaves
- Pimpinero: Sangre y Gasolina